# راسموس كارستنسن
راسموس كارستنسن (بالدنماركية: Rasmus Carstensen)‏ هو لاعب كرة قدم دنماركي في مركزي الدفاع والوسط، ولد في 10 نوفمبر 2000 في الدنمارك في مملكة الدنمارك. لعب مع نادي سيلكيبورج.

## وصلات خارجية
- راسموس كارستنسن على موقع قاعدة بيانات كرة القدم.إي يو (الإنجليزية)
- راسموس كارستنسن على موقع Soccerway.com (الإنجليزية)
- راسموس كارستنسن على موقع عالم كرة القدم.نت (الإنجليزية)